# Petar Preradovićs torg

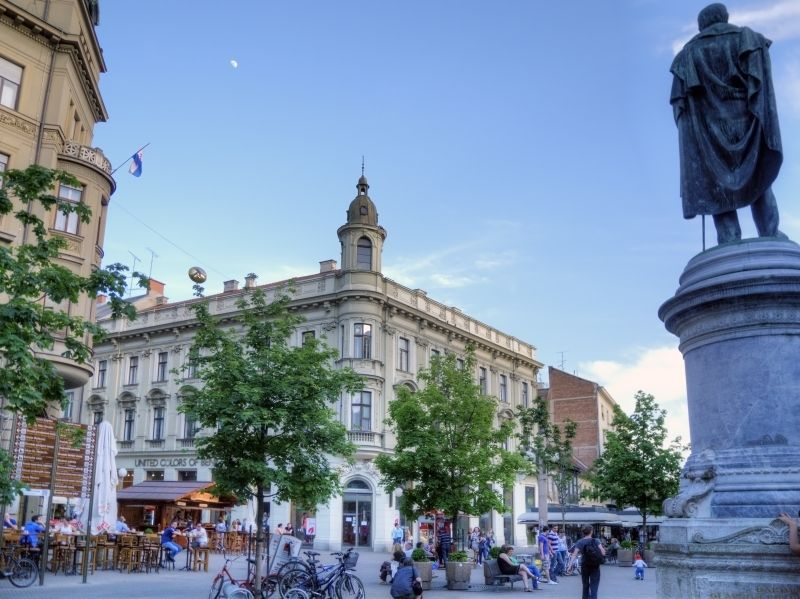
Petar Preradovićs torg

Petar Preradovićs torg (kroatiska: Trg Petra Preradovića), i folkmun kallad Blommornas torg (Cvjetni trg), är ett torg i Zagreb i Kroatien. Torget är uppkallat efter översten och författaren Petar Preradović och är beläget drygt 200 m sydväst från Zagrebs centrala Ban Jelačićs torg. Torget kallas i folkmun för Blommornas torg på grund av de stånd med blomsterförsäljning som traditionellt finns vid torget.

## Historik och arkitektur
Vid torgets norra sida finns sedan 1800-talet det serbiskt-ortodoxa samfundets viktigaste kyrkobyggnad i Kroatien, Kristi förklarings katedral. 1897 revs flera byggnader kring kyrkan och i området för att ge plats åt det nya torget. Enligt ritningar av Josip Vancaš uppfördes Första kroatiska sparbankens palats (Palača Prve hrvatske štedionice) vid torgets nordöstra hörn. Arkitektfirman Hönigsberg & Deutsch fick i uppdrag att uppföra Farkašpalatset (Palača Farkaš) vid torgets sydvästra hörn. 1954 restes ett minnesmärke föreställande Petar Preradović. Trots protester revs två äldre byggnader vid torget för att ge plats åt gallerian Centar Cvjetni som öppnade 2007.

### Fotnoter
1. ↑  Thebestincroatia.info Arkiverad 5 mars 2016 hämtat från the Wayback Machine. (engelska)
2. ↑  Jutarnji list Arkiverad 13 januari 2014 hämtat från the Wayback Machine. - Kroatisk morgontidning (kroatiska)